# Frits Hoogerheide
Frits Hoogerheide (Ossendrecht, 27 maart 1946 - 3 november 2014) was een in Nederlands wielrenner. 
In 1969 en 1970 reed Hoogerheide voor de wielerploeg Willem II-Gazelle. In 1970 reed Hoogerheide de Ronde van Frankrijk waar hij met een 100e plaats laatste werd in het eindklassement. Eerder dat jaar was hij al 58e geworden in de Ronde van Spanje waar hij twee keer tweede was geworden in een etappe. 

## Palmares
1966
Omloop van Zeeuws-Vlaanderen
1969
7e etappe Olympia's Tour
1970
Ulvenhout

## Resultaten in voornaamste wedstrijden
| \| Jaar \| Ronde van Italië \| Ronde van Frankrijk \| Ronde van Spanje \| \| ---- \| ---------------- \| ------------------- \| ---------------- \| \| 1970 \| \| 100e (laatste) \| 58e \| Bronnen, noten en/of referenties - profiel op procyclingstats - Profiel op cyclingbase - Profiel op wielersite |                  |                     |                  |
| Jaar | Ronde van Italië | Ronde van Frankrijk | Ronde van Spanje |
| 1970 |                  | 100e (laatste)      | 58e              |